# Josef Hrubý (chemik)
Ing. Dr. Josef Hrubý (6. srpna 1887 Horní Sytová – 16. listopadu 1942 Věznice Plötzensee) byl český chemik, pedagog a odbojář z období druhé světové války popravený nacisty.

## Život
Josef Hrubý se narodil 6. srpna 1887 v Horní Sytové v dnešním okrese Semily v rodině správce místní školy Josefa Hrubého a Emilie rozené Střížkové. V roce 1905 maturoval na vyšší reálce v Jičíně, do roku 1909 studoval technickou chemii na Česká technické vysoké škole v Praze. Mezi lety 1910 a 1911 studoval na technice v Karlsruhe a poté na Česká technické vysoké škole Františka Josefa v Brně, kde v roce 1913 získal titul Doktora chemického inženýrství a kde do roku 1918 působil jako asistent. Pracoval též jako chemik zemského úřadu pro zvelebování živností, jako externí pedagog na Škole uměleckých řemesel v Brně a nakonec na pozici vrchního zemského komisaře chemika. V roce 1915 se oženil s Julií rozenou Kauckou, manželství bylo bezdětné. Byl členem České strany pokrokové, Sokola, vydával týdeník Pokrokový obzor.
Po vzniku první republiky se v roce 1925 stal předsedou nové Československé hospodářské strany pokrokové se sídlem v Brně.

## Protinacistický odboj
Po německé okupaci v březnu 1939 vstoupil do protinacistického odboje konkrétně do organizace Obrana národa. Za to byl 26. února 1940 ve své kanceláři zatčen gestapem, vězněn nejprve v Brně, poté v Braslau a berlínské věznici Alt Moabit. Dne 24. 7. 1942 byl za velezradu, nepřátelské chování k říši budování protistátní organizace odsouzen k trestu smrti a 16. listopadu 1942 popraven gilotinou ve věznici Plötzensee.

## Posmrtná ocenění
- Josef Hrubý obdržel in memoriam Pamětní odznak druhého národního odboje